# Atawdy
Atawdy (ros. Атавды) – wieś (dieriewnia) w Rosji, w Baszkortostanie, w rejonie abzieliłowskim. W 2010 liczyła 614 mieszkańców.